# Pauline Hondema
Pauline Hondema (28 de marzo de 2000) es una deportista de los Países Bajos que compite en atletismo. Ganó una medalla de plata en el Campeonato Europeo de Atletismo por Equipos de 2021, en la prueba de salto de longitud.